# Consistório Ordinário Público de 1861

## Cardeais Eleitores
| Nº                                               | País     | Nome                                    | Idade    | Cargo                                                        | Título ou Diaconia                                           |
| Cardeais                                         | Cardeais | Cardeais                                | Cardeais | Cardeais                                                     | Cardeais                                                     |
| ------------------------------------------------ | -------- | --------------------------------------- | -------- | ------------------------------------------------------------ | ------------------------------------------------------------ |
| 1                                                | França   | Alexis Billiet                          | 78       | Arcebispo de Chambéry                                        | Cardeal-presbítero de Santos Bonifácio e Aleixo              |
| 2                                                | Itália   | Carlo Sacconi                           | 53       | Núncio apostólico da França                                  | Cardeal-presbítero de Santa Maria del Popolo                 |
| 3                                                | Espanha  | Miguel García Cuesta                    | 58       | Arcebispo de Santiago de Compostela                          | Cardeal-presbítero de Santa Priscila                         |
| 4                                                | Itália   | Gaetano Bedini                          | 55       | Arcebispo-bispo de Viterbo                                   | Cardeal-presbítero de Santa Maria sopra Minerva              |
| 5                                                | Espanha  | Fernando de la Puente y Primo de Rivera | 53       | Arcebispo de Burgos                                          | Cardeal-presbítero de Santa Maria della Pace                 |
| 6                                                | Itália   | Angelo Quaglia                          | 59       | Secretário da Sagrada Congregação do Conselho                | Cardeal-presbítero de Santos André e Gregório no Monte Celio |
| 7                                                | Itália   | Antonio Maria Panebianco, OFMConv       | 53       | Consultor da Sagrada Congregação dos Ritos e do Santo Ofício | Cardeal-presbítero de São Jerônimo dos Croatas               |
| Faleceu antes de receber o barrete cardinalício. |          |                                         |          |                                                              |                                                              |
| 8                                                | Itália   | Angelo Francesco Ramazzotti             | 61       | Patriarca de Veneza                                          |                                                              |

## Link Externo
- «Catholic Hierarchy» (em inglês)